# Minardi M195B
Chronologie des modèles (1996)
Minardi M195 Minardi M197
La Minardi M195B est la monoplace de Formule 1 engagée par la Scuderia Minardi lors de la saison 1996 de Formule 1. Elle est pilotée par le Portugais Pedro Lamy, les Italiens Giancarlo Fisichella et Giovanni Lavaggi et le Brésilien Tarso Marques. Évolution de la Minardi M195 de l'année précédente, la M195B est propulsée par un moteur Ford-Cosworth EDM, utilisé la saison précédente, mais qui dispose de dix chevaux de plus.

## Historique
La saison commence par un double abandon au Grand Prix d'Australie. Au Grand Prix suivant, en Argentine, Giancarlo Fisichella est remplacé pour deux manches par Tarso Marques qui ne termine aucune course. Fisichella retrouve son baquet au Grand Prix d'Europe et finit treizième derrière Pedro Lamy qui signe la meilleure performance de la saison lors de la manche suivante, à Saint-Marin. À l'issue du Grand Prix de Grande-Bretagne, Giancarlo Fisichella est remplacé par Giovanni Lavaggi pour la fin de la saison. Le pilote italien, peu performant en qualifications, essuie trois non-qualifications, sa meilleure performance dans cet exercice est une vingtième place obtenue à chaque fois qu'il réussit à participer à la course.
À la fin de la saison, la Scuderia Minardi termine dixième du championnat des constructeurs sans avoir marqué de points.

## Engagement auTrofeo Indoor di Formula 1
Les 7 et 8 décembre 1996, la Scuderia Minardi participe au Trofeo Indoor di Formula 1, une épreuve d'exhibition organisée en marge du Motor Show de Bologne, une exposition internationale reconnue par l'Organisation internationale des constructeurs automobiles qui se tient dans les salons de la foire de Bologne. Bien que l'épreuve soit baptisée indoor, la piste, d'une longueur de 1 300 mètres, est située à l'extérieur des locaux de l'exposition. Pour cette neuvième édition, la Scuderia Minardi affronte les écuries Ligier et Benetton Formula sont engagés, ces derniers effectuant leur première participation à cette compétition.
La Scuderia Minardi engage deux monoplaces M195B confiées à deux pilotes titulaires, l'Italien Giovanni Lavaggi et le Brésilien Tarso Marques,. Ligier confie deux exemplaires de sa JS43 à l’un de ses pilotes titulaires, Olivier Panis, ainsi qu'au le Japonais Shinji Nakano, récemment recruté par l'écurie française,. Enfin, Benetton fait appel aux Italiens Jarno Trulli, ancien pilote Minardi en 1996 et Giancarlo Fisichella, remplaçant de Trulli au sein de l'écurie italienne en 1997, pour piloter la Benetton B196,.
Lors du tour préliminaire, Jarno Trulli se classe premier de l'épreuve suivi de son coéquipier, Giancarlo Fisichella. Le pilote Minardi Giovanni Lavaggi prend la troisième place, suivi par le pilote Ligier Shinji Nakano. Tarso Marques et Olivier Panis terminent respectivement en cinquième et sixième positions. Bien que Nakano est qualifié pour la phase finale de l'épreuve, sa monoplace est trop endommagé et laisse sa place à Marques. Les deux pilotes Ligier sont donc éliminés. La phase finale se compose de deux manches à élimination directe, les pilotes devant remporter deux courses pour se qualifier à la manche suivante. Lors de la première manche, Tarso Marques est opposé à Giancarlo Fisichella, qui remporte deux courses alors que Marques n'en gagne aucune. Giovanni Lavaggi remporte quant à lui sa demi-finale face à Jarno Trulli en remportant deux courses alors que le pilote Benetton n'en remporte aucune. Lavaggi participe alors à la finale qui l'oppose à Fisichella, qui remporte le trophée par deux courses gagnées à zéro.

## Résultats en championnat du monde de Formule 1

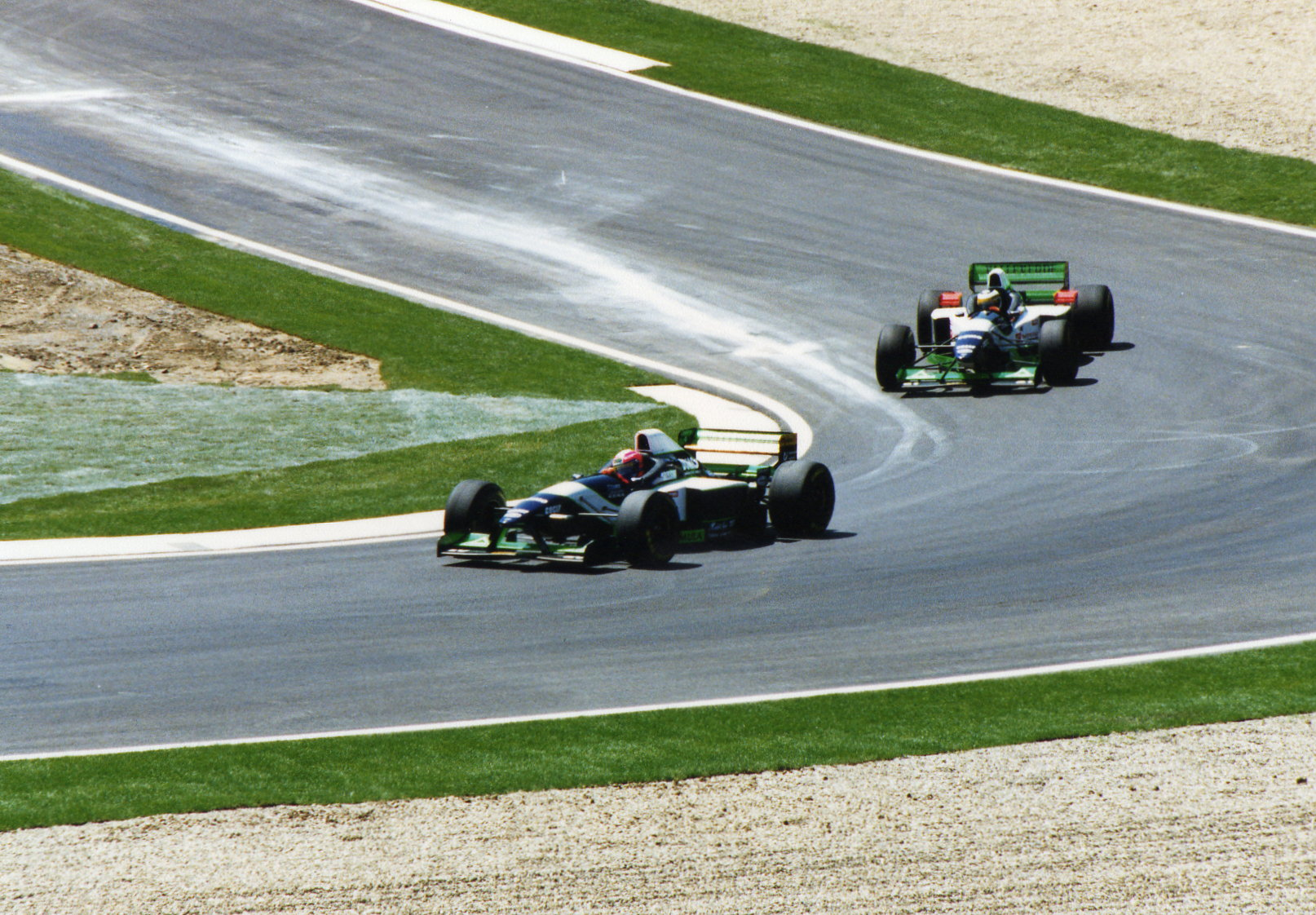
Pedro Lamy et Giancarlo Fisichella au Grand Prix de Saint-Marin 1996.

| Saison | Écurie          | Moteur               | Pneus    | Pilotes              | Courses | Courses | Courses | Courses | Courses | Courses | Courses | Courses | Courses | Courses | Courses | Courses | Courses | Courses | Courses | Courses | Points inscrits | Classement |
| Saison | Écurie          | Moteur               | Pneus    | Pilotes              | 1       | 2       | 3       | 4       | 5       | 6       | 7       | 8       | 9       | 10      | 11      | 12      | 13      | 14      | 15      | 16      | Points inscrits | Classement |
| ------ | --------------- | -------------------- | -------- | -------------------- | ------- | ------- | ------- | ------- | ------- | ------- | ------- | ------- | ------- | ------- | ------- | ------- | ------- | ------- | ------- | ------- | --------------- | ---------- |
| 1996   | Minardi F1 Team | Ford-Cosworth EDM V8 | Goodyear |                      | AUS     | BRÉ     | ARG     | EUR     | SMR     | MON     | ESP     | CAN     | FRA     | GBR     | ALL     | HON     | BEL     | ITA     | POR     | JAP     | 0               | 10e        |
| 1996   | Minardi F1 Team | Ford-Cosworth EDM V8 | Goodyear | Pedro Lamy           | Abd     | 10e     | Abd     | 12e     | 9e      | Abd     | Abd     | Abd     | 12e     | Abd     | 12e     | Abd     | 10e     | Abd     | 16e     | 12e     | 0               | 10e        |
| 1996   | Minardi F1 Team | Ford-Cosworth EDM V8 | Goodyear | Giancarlo Fisichella | Abd     |         |         | 13e     | Abd     | Abd     | Abd     | 8e      | Abd     | 11e     |         |         |         |         |         |         | 0               | 10e        |
| 1996   | Minardi F1 Team | Ford-Cosworth EDM V8 | Goodyear | Tarso Marques        |         | Abd     | Abd     |         |         |         |         |         |         |         |         |         |         |         |         |         | 0               | 10e        |
| 1996   | Minardi F1 Team | Ford-Cosworth EDM V8 | Goodyear | Giovanni Lavaggi     |         |         |         |         |         |         |         |         |         |         | Nq      | 10e     | Nq      | Abd     | 15e     | Nq      | 0               | 10e        |

Légende : ici 

## Résultats duTrofeo Indoor di Formula 1
| Position | Pilote               | Écurie             | Points |
| -------- | -------------------- | ------------------ | ------ |
| 1        | Jarno Trulli         | Benetton-Renault   | 18     |
| 2        | Giancarlo Fisichella | Benetton-Renault   | 14     |
| 3        | Giovanni Lavaggi     | Minardi-Ford       | 10     |
| 4        | Shinji Nakano        | Ligier-Mugen-Honda | 8      |
| 5        | Tarso Marques        | Minardi-Ford       | 6      |
| 6        | Olivier Panis        | Ligier-Mugen-Honda | 2      |

|  | Demi-finales         | Demi-finales     |                      |   | Finale | Finale |
|  | Demi-finales         | Demi-finales     |                      |   | Finale | Finale |
|  |                      |                  |                      |   |        |        |
|  |                      |                  |                      |   |        |        |
|  |                      |                  |                      |   |        |        |
|  | Giancarlo Fisichella | 2                |                      |   |        |        |
|  | Giancarlo Fisichella | 2                |                      |   |        |        |
|  | Tarso Marques        | 0                |                      |   |        |        |
|  | Tarso Marques        | 0                | Giancarlo Fisichella | 2 |        |        |
|  |                      |                  | Giancarlo Fisichella | 2 |        |        |
|  |                      | Giovanni Lavaggi | 0                    |   |        |        |
|  | Jarno Trulli         | Giovanni Lavaggi | 0                    | 0 |        |        |
|  | Jarno Trulli         |                  |                      | 0 |        |        |
|  | Giovanni Lavaggi     | 2                |                      |   |        |        |
|  | Giovanni Lavaggi     | 2                |                      |   |        |        |